# Ustanova za vjerska djela
Ustanova za vjerska djela (skraćeno: IOR ) općenito poznat kao „Vatikanska banka”, financijska je institucija koja se nalazi u Vatikanu i kojom upravlja Nadzorni odbor, koji odgovara Povjerenstvu kardinala i Papi. Nije privatna banka jer nema vlasnika ni dioničara; osnovana je u obliku pravnog kanonskog temelja, u skladu sa svojim statutom. Od 9. srpnja 2014. njezin je predsjednik Jean-Baptiste de Franssu.
Institut je osnovan u lipnju 1942. papinskim dekretom pape Pija XII. U lipnju 2012. IOR je održao prvu prezentaciju svog djelovanja. U srpnju 2013. Institut je pokrenuo vlastitu mrežnu stranicu. Dana 1. listopada 2013. objavio je i svoje prvo godišnje izvješće.
Dana 24. lipnja 2013., papa Franjo osnovao je posebno istražno Papinsko povjerenstvo (CRIOR) za proučavanje reforme IOR-a. Dana 7. travnja 2014., papa Franjo odobrio je odgovarajuće preporuke o budućnosti IOR-a koje su zajednički razvili povjerenstva CRIOR i COSEA te uprava IOR-a.
Dana 23. kolovoza 2022. papa Franjo potpisao je reskript kojim se utvrđuje da se sva financijska sredstva Svete Stolice i s njom povezanih institucija moraju prenijeti Institutu za vjerska djela, koji se smatra jedinim i isključivim subjektom odgovornim za djelatnosti upravljanja imovinom i čuvarom pokretne imovine Svete Stolice, kao i imovine njezinih odjela, ureda i povezanih subjekata.  